# Tuerta pastocyana
Tuerta pastocyana là một loài bướm đêm trong họ Noctuidae.